# 신명순
신명순(1973년 6월 23일 ~ )은 대한민국의 정치인이다. 경기도 김포시의회 의원이다.

## 학력
- 마송초등학교
- 통진중학교
- 통진고등학교
- 전주대학교 역사교육학 학사

## 경력
- 김포신문 기자
- 2010.07 ~ 2014.06: 제5대 경기도 김포시의회 의원
- 2014.07 ~ 2018.06: 제6대 경기도 김포시의회 의원
- 2018.07 ~ 2022.06: 제7대 경기도 김포시의회 의원
  - 2020.07 ~ 2022.06: 제7대 경기도 김포시의회 후반기 의장

## 역대 선거 결과
|  | 50.79% |

|  | 34.93% |

|  | 47.87% |